# Jeff van Dyck
Jeff van Dyck (ur. 1969 w Vancouver) – kanadyjsko-australijski kompozytor muzyki do gier komputerowych.

## Wybrane gry
- Submerged
- Hand of Fate
- Alien: Isolation
- Assault Android Cactus
- VEGA Conflict
- Total War: Shogun 2: Fall of the Samurai
- Total War: Shogun 2
- Rome: Total War i dodatki: Barbarian Invasion, Alexander
- Medieval: Total War i dodatek Viking Invasion
- Medieval 2: Total War i dodatek Kingdoms
- Shogun: Total War i dodatek Mongol Invasion
- Spartan: Total Warrior
- Emperor: Rise of the Middle Kingdom
- Tiger Woods PGA Tour 2004
- The Need for Speed i Need for Speed II
- FIFA Soccer[1]

## Nagrody
- 2001: Nagroda BAFTA za oryginalną ścieżkę dźwiękową do gry (Award for Video Game Original Soundtrack), Shogun: Total War - Warlord Edition[2]
- 2005: Nominacja BAFTA za oryginalną ścieżkę dźwiękową, Rome: Total War